# Lake Delton (Wisconsin)
Lake Delton es una villa ubicada en el condado de Sauk en el estado estadounidense de Wisconsin. En el Censo de 2010 tenía una población de 2.914 habitantes y una densidad poblacional de 147,42 personas por km².

## Geografía
Lake Delton se encuentra ubicada en las coordenadas 43°35′39″N 89°47′6″O / 43.59417, -89.78500. Según la Oficina del Censo de los Estados Unidos, Lake Delton tiene una superficie total de 19.77 km², de la cual 18.16 km² corresponden a tierra firme y (8.15%) 1.61 km² es agua.

## Demografía
Según el censo de 2010, había 2.914 personas residiendo en Lake Delton. La densidad de población era de 147,42 hab./km². De los 2.914 habitantes, Lake Delton estaba compuesto por el 87.34% blancos, el 0.69% eran afroamericanos, el 2.37% eran amerindios, el 2.92% eran asiáticos, el 0.03% eran isleños del Pacífico, el 5.39% eran de otras razas y el 1.27% pertenecían a dos o más razas. Del total de la población el 15.34% eran hispanos o latinos de cualquier raza.